# Guido Imbens
Guido Wilhelmus Imbens (ur. 3 września 1963 w Geldrop) – holendersko-amerykański ekonomista specjalizujący się w ekonometrii, laureat Nagrody Banku Szwecji im. Alfreda Nobla w dziedzinie ekonomii (2021).

## Życiorys

### Młodość i wykształcenie
Urodził się 3 września 1963 w Geldrop, w Holandii. Jego ojciec porzucił studia matematyczne, angażował jednak dzieci w naukę tej dziedziny przy pomocy zabaw. Znajomi z dzieciństwa wspominają, że Guido był introwertyczny, przyjazny, skromny i utalentowany matematycznie. Interesował się grą w szachy.
Od 1982 studiował ekonometrię na Uniwersytecie Erazma w Rotterdamie. W 1986 uzyskał tytuł zawodowy M.Sc. (cum laude) z ekonomii i ekonometrii na University of Hull w Kingston upon Hull, w Wielkiej Brytanii. W tym samym roku przeniósł się, śladami Anthony’ego Lancastera, wykładowcy i mentora namawiającego go na karierę akademicką, do Stanów Zjednoczonych, gdzie pracował jako asystent na Uniwersytecie Browna w Providence (1986–1989), uzyskując w 1989 tytuł MA, a w 1991 Ph.D. z ekonomii.

### Praca zawodowa

Imbens i Angrist przedstawili w 1994 dowód, że zmienna instrumentalna pozwala oszacować efekt przyczynowy (typu „LATE”) w eksperymencie naturalnym, nawet pomimo obecności nieobserwowanych zmiennych zakłócających Z i nielosowej próby – gdy dostępny jest praktycznie losowy instrument I, który wpływa na objaśnienie X ale nie na skutek Y, a związek X i Y jest monotoniczny. Według komitetu nagrody im. Nobla, rozwinięcie tego podejścia radykalnie zmieniło sposób, w jaki analizowane są naturalne i terenowe eksperymenty.

W latach 1989–1990 był wykładowcą Uniwersytetu w Tilburgu. W latach 1990–1997 wykładał na Uniwersytecie Harvarda w Cambridge – do 1994 jako assistant professor, następnie jako associate professor. W latach 1996–1997 był profesorem wizytującym na Uniwersytecie Stanu Arizona. Od 1997 do 2001 był profesorem ekonomii na Uniwersytecie Kalifornijskim w Los Angeles. W 2000 był profesorem wizytującym na Europejskim Instytucie Uniwersyteckim we Florencji. W kolejnych latach był profesorem ekonomii na Uniwersytecie Kalifornijskim w Berkeley (2002–2006), Uniwersytecie Harvarda (2006–2012), zaś od 2012 Uniwersytetu Stanforda w Stanfordzie. Od 2014 był również profesorem ekonometrii na tejże uczelni.
Jest autorem licznych publikacji naukowych, głównie w języku angielskim. W czasie pierwszego roku pobytu na Harvardzie zaprzyjaźnił się ze współpracownikiem, Joshuą Angristem – według ich wspomnień, poświęcali regularnie czas na rozmowy o pracy naukowej nawet w pralni campusu. We wspólnym artykule z 1994 opisali, pod jakimi warunkami i w jaki sposób analiza ekonometryczna (np. metoda zmiennych instrumentalnych) pozwala na oszacowanie związków przyczynowych, nawet w oparciu o nielosowe dane obserwacyjne. Pozwoliło to na upowszechnienie quasi-eksperymentalnych badań empirycznych w ekonomii, a także innych naukach społecznych i  medycznych. Ich tekst zalicza się do najczęściej cytowanych publikacji ekonomicznych z lat dziewięćdziesiątych. Rozwój takich technik przyczynił się do zwrotu empirycznego w ekonomii (tzw. credibility revolution); według analizy z 2020, proporcja preprintów ekonomicznych zgłaszanych do NBER, które korzystały z technik eksperymentalnych lub quasi-eksperymentalnych, wzrosła między 1980 a 2020 z kilku do ponad 40%.
W kolejnych latach współpracował i publikował także m.in. z Donaldem Rubinem, Davidem Cardem, Alanem Kruegerem (o ekonometrycznych narzędziach badania związków przyczynowych), oraz z żoną, Susan Athey (o zastosowaniach uczenia maszynowego we wnioskowaniu przyczynowym). Korzystając z rozwoju quasi-eksperymentalnych technik, oszacował w badaniach m.in. pozytywny wpływ edukacji na zarobki, neutralny wpływ gwarantowanego dochodu na zatrudnienie czy negatywny wpływ udziału w wojnie wietnamskiej na zarobki i śmiertelność amerykańskich weteranów – przy pomocy pomysłowych zmiennych instrumentalnych, takich jak wyniki loterii czy losowe aspekty poboru do wojska. Według Aleksa Tabarroka, główny wkład i dziedzina pracy Imbensa to jednak teoretyczne podstawy ekonometrii. Zajmował się m.in. metodą regresji z nieciągłością, techniką różnicy w różnicach, czy regresją wykorzystującą matching. Opublikował z Rubinem podręcznik rozwijający model przyczynowy Neymana-Rubina (tzw. potencjalnych rezultatów).
Od 2002 zasiada w redakcji czasopisma „Econometrica”; w kadencjach obejmujących 2019–2023 jest jego redaktorem naczelnym.
11 października 2021 otrzymał, wspólnie z Joshuą Angristem, połowę Nagrody Banku Szwecji im. Alfreda Nobla w dziedzinie ekonomii – za metodologiczny wkład w analizę związków przyczynowych. Drugą połowę nagrody otrzymał David Card.
Był stypendystą Sloan Research Fellowship (1995–1998). Jest pracownikiem naukowym National Bureau of Economic Research (od 1992), członkiem (fellow) Econometric Society (od 2001), Amerykańskiej Akademii Sztuk i Nauk (od 2009), jej holenderskiego odpowiednika Koninklijke Hollandsche Maatschappij der Wetenschappen (od 2014), Królewskiej Holenderskiej Akademii Sztuk i Nauk (od 2017), oraz Amerykańskiego Towarzystwa Statystycznego (od 2020). W 2014 uniwersytet w St. Gallen nadał mu doktorat honoris causa.

## Życie prywatne
Posiada podwójne obywatelstwo – holenderskie i amerykańskie.
Od 2002 jest żonaty z mikroekonomistką Susan Athey (ur. 1970), z którą ma trójkę dzieci; jego świadkiem na ślubie był Joshua Angrist, z którym dziewiętnaście lat później otrzymał Nagrodę Nobla. Kilka dni przed ogłoszeniem tej nagrody Athey została wybrana na przewodniczącą Amerykańskiego Towarzystwa Ekonomicznego w kadencji 2022.

## Nagrody i wyróżnienia
- 2014 – Doktorat honoris causa Uniwersytetu w St. Gallen[9][21]
- 2021 – Nagroda Banku Szwecji im. Alfreda Nobla w dziedzinie ekonomii[1]